# عبد الله بن سليمان الحمدان
عبد الله بن سليمان الحمدان، أول وزير سعودي ووزير المالية السعودية سابقاً. ولد عام 1884م في عنيزة بمنطقة القصيم، درس مبادئ العلوم الضرورية في كتاتيبها، وكان زميله لفترة هذه الدراسة في عنيزة الشيخ محمد بن عبد العزيز المانع العالم المشهور والذي تولى رئاسة المعارف السعودية أول إنشائها. من أبرز مشائِخهْ الشيخان عبد الله بن مانع وصالح بن عثمان القاضي.

## حياته
فتتح دكاناً صغيراً بمدينة عنيزة، وبدأ بالتجارة ثم سافر لاحقاً شرقاً طلباً للرزق حتى وصل إلى الهند وعمل في التجارة بالمشاركة والوكالة عن التجار من عنيزة هناك مثل: الذكير، والفضل، والبسام وغيرهم، ثم سافر للتجارة في منطقة الخليج في مملكة البحرين، والكويت وأخيراً استقر في الرياض منذ عام 1910 م. حيث كان لابن سليمان وهو الاسم الذي عرفه به مواطني المملكة العربية السعودية لاحقاً، بالإضافة إلى لقبه الوزير، أخ هو الشيخ محمد بن سليمان الحمدان يعمل لدى الملك عبد العزيز في كتابة الرسائل وكان محمد يستعين ولعدة سنوات بعدها بأخيه عبد الله لجودة خطه وإنشائه.

## مشاركته مع الملك عبد العزيز
وقع باسم المملكة العربية السعودية وبتفويض من الملك المؤسس عبد العزيز بن عبد الرحمن الفيصل أول اتفاقية تنقيب عن النفط، حيث كان ابن سليمان ممثلًا للمملكة العربية السعودية ولويد هاملتون ممثلًا لشركة سوكال الأمريكية (شيفرون حاليًا)، وذلك في 14 صفر 1355 هـ (الموافق 29 مارس 1933 م)، والتي بموجبها أصبح للدولة دخلاً مستقراً متنامياً. وفي الأول من مايو عام 1939 م، شهد الوزير بن سليمان مع الملك عبد العزيز أول عملية لاستخراج النفط في السعودية، عندما كان في رأس تنورة وكان واقفاً بجانب الملك عبد العزيز عندما حملت أول حاملة نفط في السعودية.
تبرع بقصره الأول بجدة لصالح وزارة التعليم والذي كانت تعرف بالقصور أوالمدارس السبعة. وقبل وفاتة وبعد اجتماعه بكبار تجار جدة قرر أن يهب قصرة ومزرعتة لإقامة أول جامعة خاصة بالمشاركة مع تجار جدة بالمملكة العربية السعودية، وبطلب منه سميت جامعة الملك عبد العزيز (حيث أن عبد الله بن سليمان تقديراً لمؤسس المملكة العربية السعودية أصر أنه تخرج من جامعة الملك المؤسس عبد العزيز) ويجب تسمية هذه الجامعة الوليدة باسم الملك عبد العزيز. وقد حولت إلى جامعة حكومية بوقت لاحق.
كان عبد الله السليمان العضد الأيمن للملك عبد العزيز الذي كان يعتمد عليه اعتماداً كبيراً في الشئون المالية والإدارية، عملياً كان بمثابة رئيس وزراء، ورغم أنه لم يتعلم تعليماً رسمياً إلا أنه كان متمكناً ومدبّراً. فقبل البترول كانت الموارد شحيحة، لكن ابن سليمان كان يدبر نفقات الدولة الناشئة بطرق عدة، فكان يقترض من التجار الذين لايترددون في إقراضه لثقتهم فيه ومنهم الشيخ حمد بن سليمان بن سليم الذي ذهب معه للبحرين للتجارة وكان مسؤولاً عن جميع أغنام المملكة في عهد الملك عبد العزيز. وكان يدير من خلال وزارة المالية كل شؤون الدولة الإدارية والمالية. (بعض المصادر كتاب Discovery! The Search for Arabian Oil - Wallace Stegner)

## بداية تعرف الملك عبد العزيز عليه
في عام 1338هـ\1917م، بدأ الارتباط الفعلي بين الملك عبد العزيز والوزير عبد الله بن سليمان، عندما مرض أخوه محمد بن سليمان الحمدان فأناب عنه بإذن من الملك في عمله، كانت للملك عبد العزيز فراسه في معرفة الرجال وقدراتهم فقرب عبد الله بن سليمان منه وأخيه الشيخ حمد بن سليمان وزير الدولة، ووثق فيه بحيث لم تمض أكثر من سنه حتى أصبح مسؤول الخزينة الأول والمتولي لجميع إيرادت البلاد ومصارفها. وكان وكيل الخزينة معالي الشيخ حمد بن سليمان وزير الدولة.
وفي عام 1346هـ تم تطوير المالية بإنشاء «مديرية المالية العامة» في مكة المكرمة يديرها الوزير عبد الله ابن سليمان بنفسه، وبدأ لقبه يعرف عند الناس لأول مرة وهو «الوزير» لابن سليمان، ومفهومه كان يعني وزير الملك عبد العزيز الخاص، فقد كان قبل التشكيلات الوزارية الرسمية، وبعدها بسنة سُميَ وزير المالية بعد إنشاء وزارة المالية السعودية وهو أول شخص يطلق عليه لقب وزير في المملكة العربية السعودية.

## إنجازاته

### إنشاء الفنادق
كانت المملكة العربية السعودية في بداياتها تتخذ شكلاً بسيطًا، فكان القادمون إليها لا يجدون فندقًا ينزلون فيه في أي مدينة من مدن المملكة، وخاصة في مواسم الحج، فالقادمون على المملكة خلال موسم الحج يرغبون في أن يجدوا الفندق المناسب في مكة المكرمة وجدة والمدينة المنورة، على الرغم من وجود بيوت الضيافة التي خصصتها المملكة لضيوفها وكان زعيم مصر الاقتصادي محمد طلعت حرب باشا قد أسس شركة مصر للملاحة وأسس شركة مصر للسياحة، وعندما قدم إلى الحجاز لأداء فريضة الحج، واتفقت أهدافه مع أهداف عبد الله السليمان في إيجاد فنادق لحجاج مصر في جدة ومكة وقام بالفعل باستئجار منزل الحاج يوسف زينل علي رضا؛ ليكون فندق المصريين في جدة وكانت المشكلة في إيجاد فندق في مكة المكرمة؛ وقام عبد الله السليمان بحل المشكلة من خلال بناء فندق في مكة المكرمة على حساب وزارة المالية وخصصت للفندق قطعة أرض في مكة المكرمة بشارع أجياد أمام مبنى وزارة المالية، وبذلك أسست وزارة المالية السعودية أول فندق مبني على الطراز الحديث في مكة المكرمة، وقد سُمي بـ (فندق بنك مصر) حيث تم تأجيره عل شركة مصر للسياحة، وكان ينزل الفندق في كل عام الحجاج المصريين وغيرهم، وقامت وزارة المالية السعودية في وقت لاحق ببيع الفندق على الشيخ صدقة وسراج كعكي. ومن ناحية أخرى قام عبد الله السليمان بتشجيع عطا الياس على إنشاء فنادق التيسير في مكة المكرمة والمدينة المنورة وكان هذا التشجيع عماد انطلاقة الحركة الفندقية في المملكة العربية السعودية، كما أن عبد الله السليمان قام بإنشاء الفنادق الخاصة به في جدة وهي: فندق الكندرة، وفندق البستان، وفندق البساتين، وفندق قصر الكندرة، فندق قصر جدة، واستقدم لهذه الفنادق المديرين المتخصصين وأجهزة الإدارة والخدمة الكاملة حتى أصبحت الفنادق الخاصة به أول فنادق الدرجة الأولى في المملكة وتم الاعتراف بها على المستوى الدولي للفنادق.

### أول مدرسة في المدينة
له جهود في نشر التعليم من خلال دعم مدرسة الصحراء في مسيجيد في منطقة المدينة المنورة التي تأسست عام 1946م، وهي أول مدرسة لأبناء البادية لإلحاقهم بالتعليم النظامي.

### أول مصنع إسمنت
بعد استقالته عام 1954. وخروجه من دائرة العمل الحكومي أنشأ أول مصنع للإسمنت في الأراضي السعودية احتضنته مدينة جدة.

## وفاته
توفي عبد الله بن سليمان الحمدان في يوم الأربعاء 17 رجب 1385هـ الموافق 10 نوفمبر 1965م.

## روابط خارجية
- عبد الله بن سليمان الحمدان على موقع مونزينجر (الألمانية)